# 彼得·费希特尔
彼得·費希特爾（1944年1月16日—1962年8月17日），是一位德国瓦工。18岁时，他与朋友一起企图从東德翻越柏林墙前往西柏林。他的同伴成功翻过柏林墙，当他爬到墙的顶部时，被东德的守卫开枪击中。當時，柏林墙東西兩邊的人民都看到他中槍，并有西方記者在場。西柏林边防军曾投掷急救包，但东柏林一面却沒有人敢于施予援手。彼得最终因失血过多死亡。虽然他并不是第一位在翻越柏林墙时遇害的人，但事件在冷戰時期仍轟動一時。

## 事件
事件发生在建造柏林圍牆的翌年。当时18岁的彼得·費希特爾亦是建造圍牆的工人。他企圖利用修築隔離牆的间隙翻越柏林圍墙，投奔到西柏林。費希特爾和他的朋友赫尔穆特·库尔贝克計劃先是藏在齐默尔街附近的一個木匠工作室（離牆很近），在觀察邊境警卫后从窗户跳到主墙和另一条已经开建的平行围栏之间的死亡地帶中；随后穿過死亡地帶，翻過2米（6.5英呎）高並且上面有铁丝网的柏林圍牆，到达查理檢查哨附近的西柏林。但是两人被东德的警卫发现并被枪击，他的朋友顺利地翻越了2米高的圍牆成功逃到西柏林，還在墙上的費希特爾则在数百名目击者注視下被打中骨盆。中枪后，彼得沒有立即死亡；西柏林的目擊者（包括记者）看到了他掉在靠近东德的死亡地帶。雖然他又爬回到靠近東柏林鐵網圍籬邊求救，卻沒有得到任何一方的醫療救助。之后，西柏林民众有人说“做点什么吧！”，西柏林的警察便向費希特爾投放了急救包，但无济于事。东德警卫、在查理檢查哨工作的士兵，包括记者在内的群众，只能看着他逐渐虚弱不能动弹，直至一小时后因出血过多死亡。有数百西柏林民眾自发性走到一起示威，齐声怒骂对面开枪的东德士兵是“殺人犯！”。

## 審判
1997年3月，兩名開槍的東德士兵罗尔夫·弗里德里希和埃里希·施莱伯分別被判刑20個月和21個月，法庭上，他们的律师认为，当时他们只是在执行命令，他们是无罪的。由于缺乏证据，法庭无法判定到底是三人（一人已去世）中谁的子弹造成了彼得的致命伤。在向法庭承认罪行之后，两名士兵都为当年的射击道歉，并且为当年的行为悔恨。

## 紀念
事件之后，西德的一方附近立起了十字架。
彼得·費希特爾的故事登上了美国新闻周刊《时代》1962年8月的头版。在头版中当时的编辑使用了“耻辱墙”（Mauer der Schande）一词，该词很快变成了柏林墙在西方的同义词。

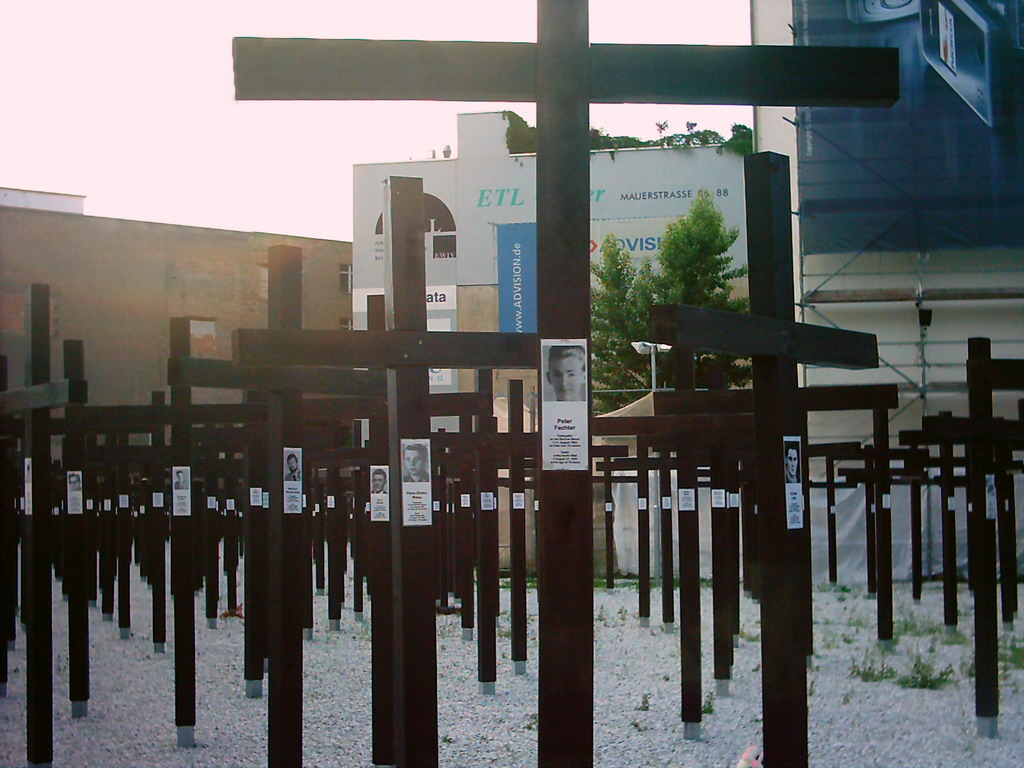
位於查理檢查哨的彼得·費希特爾紀念地十字架
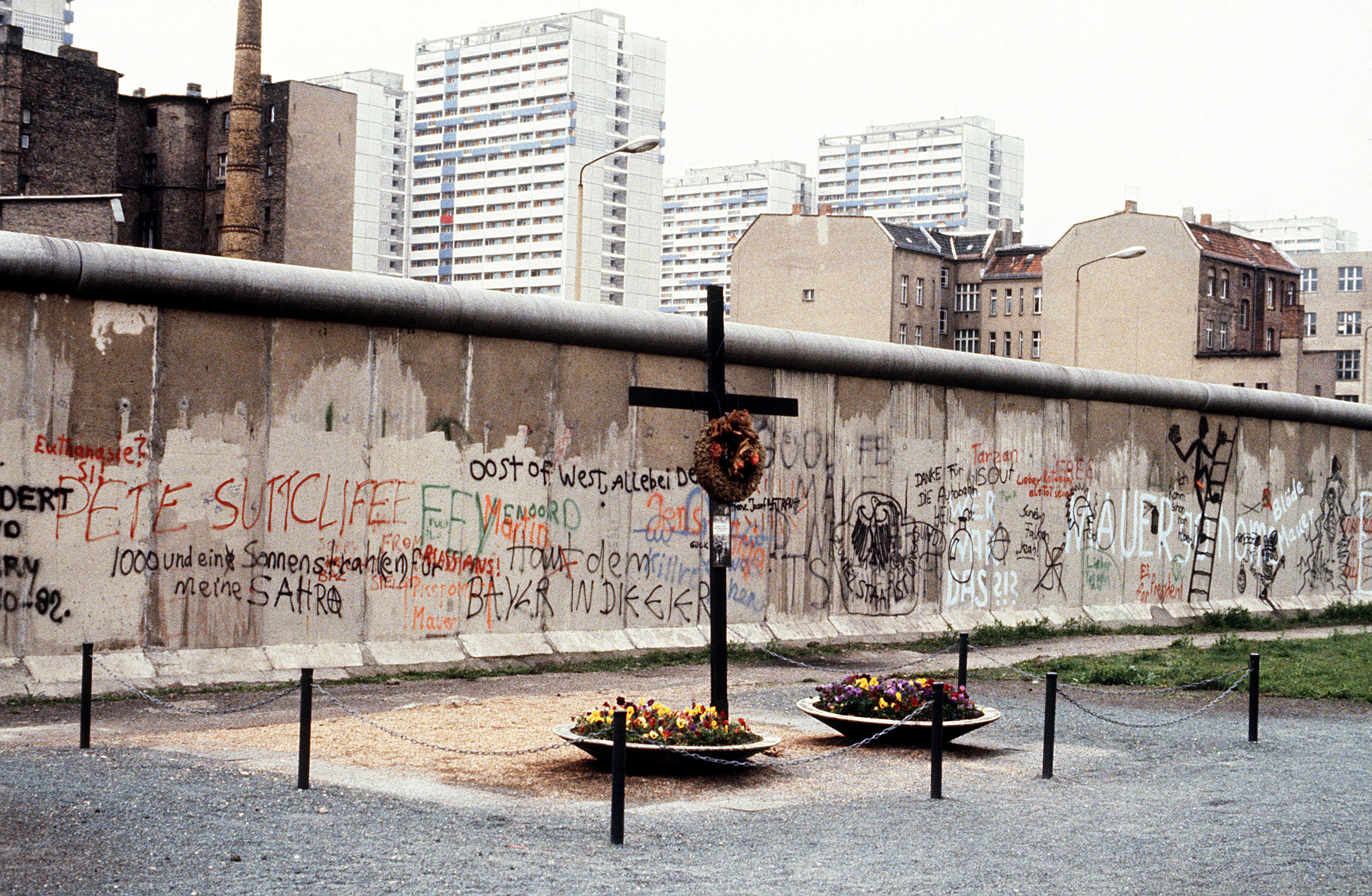
在西柏林圍牆的彼得·費希特爾紀念地與花圈，攝於1984年
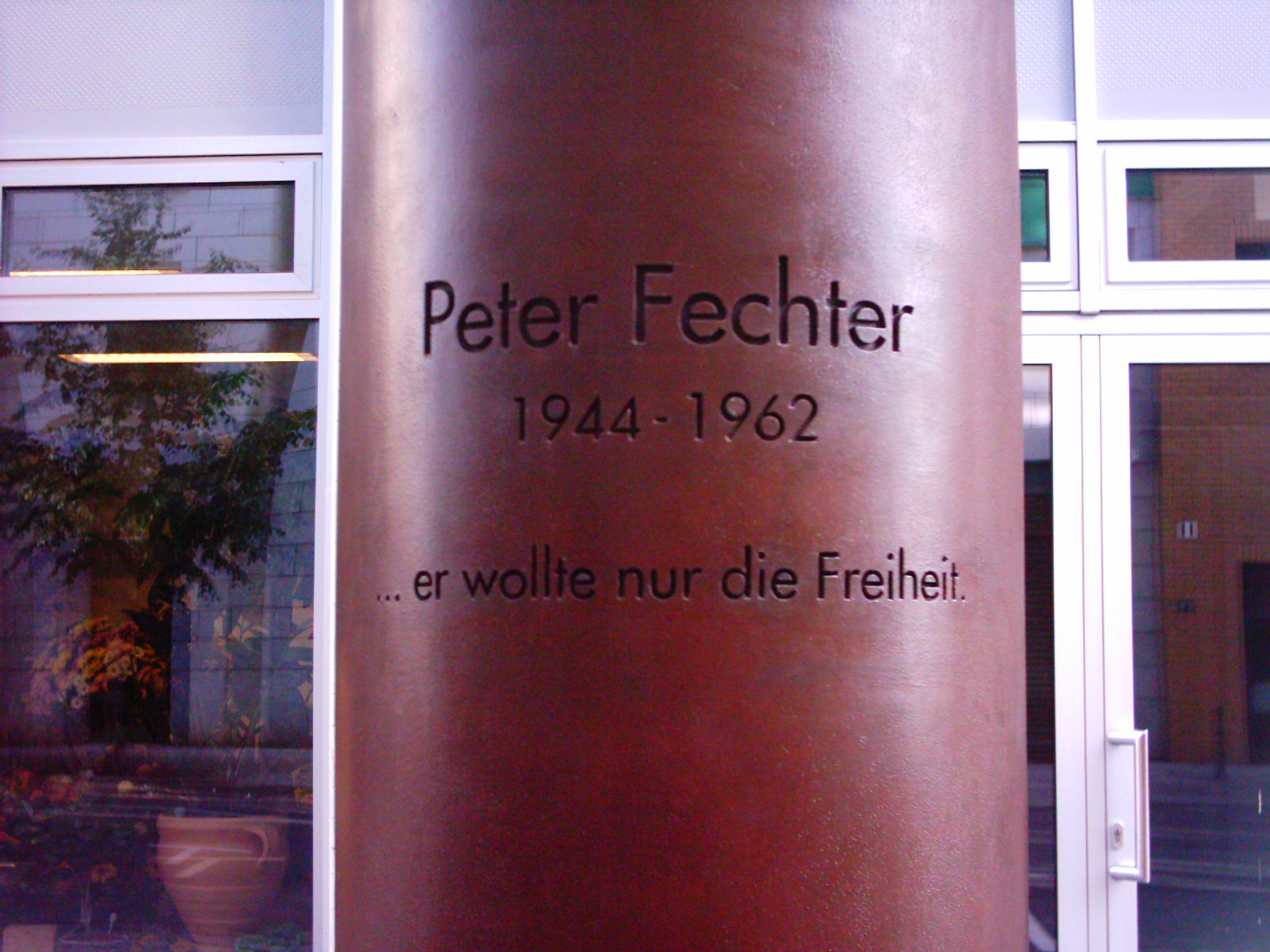
彼得·費希特爾的纪念碑，用德语记载着「他只是想要自由而已。」